# حسن‌کندی (گرمی)
حسن کندی روستایی است که در استان اردبیل، شهرستان گرمی، بخش مرکزی، دهستان اجارودمرکزی قرار دارد.

## جمعیت
بر اساس سرشماری سال ۱۳۸۵ جمعیت این روستا ۲۵۴ نفر با ۵۴ خانوار بوده‌است.